# Zhu Chen
Pour les articles homonymes, voir Zhu et Chen.
Ne doit pas être confondu avec Chen Zhu, dont le nom de famille est Chen
Dans ce nom chinois, le nom de famille, Zhu, précède le nom personnel.
Zhu Chen (諸宸, en chinois) est une joueuse d'échecs naturalisée qatarienne depuis 2006, anciennement chinoise, née à Wenzhou le 16 mars 1976. Championne du monde féminine en 2001, elle a reçu le titre de  Grand maître international en 2001 grâce à cette performance.
Au 1er novembre 2010, elle est la 25e joueuse mondiale, avec un classement Elo de 2 477 points.

## Championne du monde junior
En 1988, Zhu Chen devint la première joueuse chinoise à s'imposer dans une compétition internationale en remportant le championnat du monde féminin des moins de 12 ans à Timişoara. Elle gagna aussi deux autres championnats du monde junior féminins en 1994 à Caiobá (Brésil) et en 1996 (Medellín).

## Championne du monde (2001)
À l'âge de 25 ans, elle remporta la finale du championnat du monde féminin face à la Russe Alexandra Kosteniouk sur le score de 5-3 et devint la onzième championne du monde de 2001 à 2004.
En 2004, elle renonce à défendre son titre en raison d'un agenda surchargé et de sa grossesse.
| Année | Lieu                    | Résultat                                           | Ultime adversaire                                  | Adversaires battues                                                                                          |
| ----- | ----------------------- | -------------------------------------------------- | -------------------------------------------------- | --- |
| 2000  | New Delhi               | quart de finale (quatrième tour)                   | Xie Jun                                            | Erika Sziva Joanna Dworakowska Xu Yuhua                                                                      |
| 2001  | Moscou                  | Championne du monde                                | Alexandra Kosteniouk                               | Elisa Maggiolo, Svetlana Petrenko, Alisa Marić, Nino Khourtsidzé, Maïa Tchibourdanidzé, Alexandra Kosteniouk |
| 2004  | Elista                  | Zhu Chen est absente du championnat du monde 2004. | Zhu Chen est absente du championnat du monde 2004. | Zhu Chen est absente du championnat du monde 2004.                                                           |
| 2006  | Iekaterinbourg, Russie  | premier tour                                       | Maritza Arribas Robaina                            | |
| 2008  | Naltchik, Russie        | Zhu Chen est absente du championnat du monde 2008. | Zhu Chen est absente du championnat du monde 2008. | Zhu Chen est absente du championnat du monde 2008.                                                           |
| 2010  | Hatay, Turquie          | troisième tour                                     | Hou Yifan                                          | Nafisa Muminova, Monika Soćko                                                                                |
| 2012  | Khanty-Mansiïsk, Russie | deuxième tour                                      | Antoaneta Stefanova                                | Nastassia Ziazioulkina                                                                                       |
| 2015  | Sotchi                  | Zhu Chen est absente du championnat du monde 2015. | Zhu Chen est absente du championnat du monde 2015. | Zhu Chen est absente du championnat du monde 2015.                                                           |
| 2017  | Téhéran                 | deuxième tour                                      | Ju Wenjun                                          | Irine Kharisma Sukandar                                                                                      |

## Vie privée
Zhu Chen est mariée avec le grand maître international qatarien Mohammed Al-Modiahki. a obtenu la nationalité qatarienne en 2006 et représente le Qatar dans les compétitions par équipes.

## Olympiades
Zhu chen a représenté la Chine lors de cinq olympiades fémninines de 1994 à 2002, remportant cinq médailles par équipe et cinq médailles individuelles, dont sept en or. En 2006, 2010 et 2014, elle a participé aux olympiades mixtes (tournoi « open ») au troisième échiquier de l'équipe quatarienne.